# Farm River State Park
Farm River State Park ist ein State Park im US-Bundesstaat Connecticut auf dem Gebiet der Gemeinde  East Haven am Long Island Sound. Das unbebaute Gebiet erstreckt sich entlang des Farm River. 1998 wurde es vom Staat Connecticut erworben und zum State Park erklärt, um Grundstücksspekulationen zu unterbinden.

## Geographie
Farm River State Park liegt am westlichen Ufer des Farm River. Das 25 ha (61-acre) große Areal umfasst Marschen, Wattgebiete und einen felsigen Küstenabschnitt, der für verschiedene Vogelarten als Nistplatz und Lebensraum dient. Die einzigartige Zusammensetzung aus tief gelegenen Marschen und Gesteinsformationen teilt den Park in einen oberen und einen unteren Bereich.

## Geschichte
Joseph Leary schreibt, dass der Farm River mit dem Housatonic River um die größte Anzahl von Namen wetteifert. Man kennt wenigstens 15 verschiedene Bezeichnungen. Durch die Jahrhunderte ist es oft schwierig die Namen indianischen und kolonialen Ursprungs zuzuordnen. Unter anderem wurde er als "Deborah River" bezeichnet. Dies bezieht sich auf einen Vorfall, als Deborah Chidsey (Schiff ?) den Gouverneur Gurdon Saltonstall auf einem Felsen im Fluss zurückließ, als sie auf die Abnahme der Flut wartete. Das Land entlang des Flusses wird seit den frühen 1970ern von Ferienhäusern begleitet, als Grundstücke günstig waren. 1998 wurde das Gebiet des State Parks vom Staat Connecticut erworben, als die Gefahr bestand, dass auf dem Areal Luxusanwesen errichtet werden könnten. Der Staat erwarb in Gemeinschaft mit dem U.S. Fish and Wildlife Service und dem Trust for Public Lands ein 57-acre (23 ha) großes Stück Land und ein weiteres Landstück mit 15 acre (6 ha) an der Mansfield Grove Road für $1,75 million.
2006 richtete die Quinnipiac University, die den Park bewirtschaftet ein Wireless Network Communication System im Park ein, damit wurde es der erste State Park in Connecticut mit Wi-Fi. Im selben Jahr wurde ein leerstehendes Gebäude, das abgerissen werden sollte durch Brandstiftung zerstört. 2012 wurden durch Pfadfinder etwa 2 km an Wanderwegen angelegt. Diese verbinden nun die D.C. Moore School mit dem Farm River State Park und der Short Beach Road.

## Fauna & Flora
Die vielfältige Landschaft bietet ideale Brutbedingungen für verschiedene Entenarten, Möwen, Schmuckreiher und Kanadareiher. In den Marschgebieten finden Krabben ideale Bedingungen.

## Freizeitmöglichkeiten
Der Farm River State Park verfügt über keinerlei Bauten oder Straßen, hat aber zwei Wanderwege, die zu Aussichtspunkten führen. Im Park kann man Picknicken, Wandern, Radfahren, Angeln, Krabben fangen, Vögel beobachten und Boot fahren. Der Zugang für Bootsfahrer ist jedoch beschränkt. Die Quinnipiac University, die den Park für den Staat betreut, vergibt Jahreskarten für die Bootsanleger.